# Cryptomphalina sulcata
Cryptomphalina sulcata är en svampart som beskrevs av R. Heim 1966. Cryptomphalina sulcata ingår i släktet Cryptomphalina och familjen Polyporaceae.   Inga underarter finns listade i Catalogue of Life.